# 比内法尔
比内法尔，是西班牙阿拉贡自治区韦斯卡省的一个市镇。总面积25平方公里，总人口8397人（2001年），人口密度336人/平方公里。